# Maripa stellulata
Maripa stellulata är en vindeväxtart som beskrevs av Julian Alfred Steyermark. Maripa stellulata ingår i släktet Maripa och familjen vindeväxter. Inga underarter finns listade i Catalogue of Life.